# 旗後灯台
旗後灯台（きごとうだい）は台湾高雄市旗津区の旗後山にある灯台。別称は旗後燈塔、高雄灯台、旗津灯台。
1883年に建設され、1916年に新しい灯台を改築し、1918年に完成した。現在、三級古跡に指定されている。

## 歴史
1860年（咸豊10年）、イギリス・フランス両国はアロー戦争により、清朝に対し鶏籠（現在の基隆市）、滬尾（現在の新北市淡水区）、安平（現在の台南市安平区）、打狗（現在の高雄市）の4つの港の開港を迫った。これにより、打狗港の船舶の往来は次第に増加し、船舶誘導設備の不足からしばしば海難事件が発生するようになり、元々あった中国の伝統的な燈竿や旗竿では時代遅れとなってしまった。このため、同治3年（1864年）の打狗港の開港直後から灯台建設の声が上がり、初めてイギリス人技師を招聘して光緒9年（1883年）に西洋式灯台が旗後山に完成した。文献によると、当時はレンガ造りの四角形の塔で、光達距離は10海里、器具や設備は全てイギリスから購入したものだった。
日本統治時代の1918年、日本人によって高雄港が拡張され、灯台改修の必要性が出てきた。新しい灯台は旧灯台の位置に造られ、旗津の市街地から山道に沿って登ることができた。灯台の横には西洋式の城壁の事務所が設けられ、芝生の上には日時計も造られた。
新たな灯台は本体が八角形で、最上部は円筒状になっており、ベランダからは遠方を眺望できる。最上部には風向儀があり、その上には漢字で東西南北の文字が書かれた非常に珍しい造りとなっている。灯台本体は白色、最上部は黒色になっており、高さは11m。太平洋戦争で多少の被害を受けたが、戦後に何度か補修を行っている。現在では内部の設備も最新式の4等回転レンズ灯が備え付けられ、光度は85万カンデラとなっている。

## アクセス
- 高雄市営渡船 旗津輪渡駅（中国語版）から徒歩約1.1km